# Lista de prefeitos de Nova Andradina
Esta é a lista de prefeitos do município de Nova Andradina, estado brasileiro do Mato Grosso do Sul.
| Nº | Nome                                                                            | Imagem                | Partido                                          | Início do mandato       | Fim do mandato                           | Observações                            |
| 1  | Teutly Soares Leitão                                                            |                       | Partido Social Democrático PSD                   | 31 de janeiro de 1963   | 30 de janeiro de 1967                    | Prefeito eleito em sufrágio universal. |
| 2  | Alcides Menezes de Faria                                                        |                       | Aliança Renovadora Nacional ARENA                | 31 de janeiro de 1967   | 30 de janeiro de 1970                    | Prefeito eleito em sufrágio universal. |
| 3  | Décio Azevedo Mattos                                                            |                       | Aliança Renovadora Nacional ARENA                | 31 de janeiro de 1970   | 30 de janeiro de 1973                    | Prefeito eleito em sufrágio universal. |
| 4  | Alcides Menezes de Faria                                                        |                       | Aliança Renovadora Nacional ARENA                | 31 de janeiro de 1973   | 31 de janeiro de 1977                    | Prefeito eleito em sufrágio universal. |
| 5  | Antonio Rozário Migliorini (Itápolis, 1937–)                                    |                       | Aliança Renovadora Nacional ARENA                | 1° de fevereiro de 1977 | 31 de janeiro de 1983                    | Prefeito eleito em sufrágio universal. |
| 6  | Getúlio Gideão Bauermeister (Porto União, 23.03.1946– Campo Grande, 27.03.2021) |                       | Partido Democrático Social PDS                   | 1° de fevereiro de 1983 | 31 de dezembro de 1988                   | Prefeito eleito em sufrágio universal. |
| 7  | Durval Andrade Filho (1927–Nova Andradina, 05.12.2011)                          |                       | Partido da Frente Liberal PFL                    | 1° de janeiro de 1989   | 31 de dezembro de 1992                   | Prefeito eleito em sufrágio universal. |
| 8  | Francisco Dantas Maniçoba (São João do Rio do Peixe, 30.09.1945–)               |                       | Partido do Movimento Democrático Brasileiro PMDB | 1° de janeiro de 1993   | 31 de dezembro de 1996                   | Prefeito eleito em sufrágio universal. |
| 9  | Luiz Carlos Ortega Batel                                                        |                       | Partido Trabalhista Brasileiro PTB               | 1° de janeiro de 1997   | 31 de dezembro de 2000                   | Prefeito eleito em sufrágio universal. |
| 10 | Roberto Hashioka Soler (Tupã, 17.01.1957–)                                      |                       | Partido Liberal PL                               | 1° de janeiro de 2001   | 31 de dezembro de 2004                   | Prefeito eleito em sufrágio universal. |
| 10 | Roberto Hashioka Soler (Tupã, 17.01.1957–)                                      | 1° de janeiro de 2005 | Partido Liberal PL                               | 31 de dezembro de 2008  | Prefeito reeleito em sufrágio universal. |                                        |
| 11 | José Gilberto Garcia (Primeiro de Maio, 19.10.1953–)                            |                       | Partido do Movimento Democrático Brasileiro PMDB | 1° de janeiro de 2009   | 31 de dezembro de 2012                   | Prefeito eleito em sufrágio universal. |
| 12 | Roberto Hashioka Soler (Tupã, 17.01.1957–)                                      |                       | Partido do Movimento Democrático Brasileiro PMDB | 1° de janeiro de 2013   | 31 de dezembro de 2016                   | Prefeito eleito em sufrágio universal. |
| 13 | José Gilberto Garcia (Primeiro de Maio, 19.10.1953–)                            |                       | Partido da República PR                          | 1° de janeiro de 2017   | 31 de dezembro de 2020                   | Prefeito eleito em sufrágio universal. |
| 13 | José Gilberto Garcia (Primeiro de Maio, 19.10.1953–)                            | Partido Liberal PL    | 1° de janeiro de 2021                            | 31 de dezembro de 2024  | Prefeito reeleito em sufrágio universal. |                                        |
| 14 | Dr. Leandro Ferreira Luiz Fedossi                                               |                       | Partido da Social Democracia Brasileira PSDB     | 1° de janeiro de 2025   | Atualidade                               | Prefeito eleito em sufrágio universal. |